# Hilde Seipp
Hilde Seipp (Berlino, 28 ottobre 1909 – Lilienthal, 4 novembre 1999) è stata una cantante e attrice tedesca.

## Biografia
Figlia di un operaio, iniziò la carriera di cantante in riviste musicali, ottenendo un particolare successo nel musical di Josef Rixner Ein Kuß reist um die Welt. Entrò nel mondo del cinema nel 1935 doppiando Pola Negri nel film Mazurca tragica e poi altre attrici impegnate in ruoli di cantanti. Nel 1937 fu nel cast di Togger, diretto da Jürgen von Alten, sposato in quell'anno, che la diresse anche nel film Heimweh, con Gustav Knuth e Carsta Löck.
Poche furono le sue apparizioni successive. Morì novantenne a Lilienthal, presso Brema, nel 1999.

## Filmografia parziale
- Anfitrione (1935)
- Das Frauenparadies (1936)
- Togger (1937)
- Heimweh (1937)
- L'ombra dell'altra (1937)
- Der Biberpelz (1937)
- Johann (1943)
- Es lebe die Liebe (1944)
- Die Sterne lügen nicht (1950)